# Anthomyia
Anthomyia este un gen de muște din familia Muscidae.

## Specii
- A. bazini Séguy, 1929
- A. cannabina (Stein, 1916)
- A. canningsi Griffiths, 2001
- A. confusanea Michelsen in Michelsen & Báez, 1985
- A. facialis (Malloch, 1918)
- A. imbrida Róndani, 1866
- A. liturata (Robineau-Desvoidy, 1830)
- A. maura (Stein in Becker, 1908)
- A. mimetica (Malloch, 1918)
- A. monilis (Meigen, 1826)
- A. nigriceps (Huckett, 1946)
- A. obscuripennis (Bigot, 1886)
- A. ochripes Thomson, 1869
- A. oculifera Bigot, 1885
- A. plurinotata Brullé, 1833
- A. pluvialis (Linnaeus, 1758, 1758)
- A. procellaris Róndani, 1866
- A. quinquemaculata Macquart, 1839
- A. tempestatum Wiedemann, 1830
- A. xanthopus (Hennig, 1976)

- Anthomyia abyssinica
- Anthomyia acuticerca
- Anthomyia acutula
- Anthomyia adducta
- Anthomyia aenea
- Anthomyia agrorum
- Anthomyia albilamellata
- Anthomyia albipennis
- Anthomyia albostriata
- Anthomyia alishana
- Anthomyia allecta
- Anthomyia amoena
- Anthomyia angelicae
- Anthomyia angulata
- Anthomyia arizonica
- Anthomyia aurifacies
- Anthomyia avisignata
- Anthomyia bazini
- Anthomyia benguellae
- Anthomyia bisetosa
- Anthomyia brasiliensis
- Anthomyia brevicerca
- Anthomyia brunnipennis
- Anthomyia cannabina
- Anthomyia canningsi
- Anthomyia ceratophora
- Anthomyia chilensis
- Anthomyia chirosiina
- Anthomyia chrysosotoma
- Anthomyia cinerascens
- Anthomyia citreibasis
- Anthomyia comio
- Anthomyia compuncta
- Anthomyia concava
- Anthomyia confusa
- Anthomyia confusanea
- Anthomyia conjucta
- Anthomyia crassinervis
- Anthomyia cuneicerca
- Anthomyia deceptoria
- Anthomyia defixa
- Anthomyia dejecta
- Anthomyia diadema
- Anthomyia dichoptica
- Anthomyia diducta
- Anthomyia edwardsi
- Anthomyia facialis
- Anthomyia friesiana
- Anthomyia fulviceps
- Anthomyia fumipennis
- Anthomyia furcata
- Anthomyia gagatea
- Anthomyia gilvocana
- Anthomyia hamata
- Anthomyia hirsuticorpa
- Anthomyia hortorum
- Anthomyia illocata
- Anthomyia imbrida
- Anthomyia incana
- Anthomyia inconfessa
- Anthomyia inuncta
- Anthomyia jugicola
- Anthomyia karli
- Anthomyia koreana
- Anthomyia latifasciata
- Anthomyia latilamina
- Anthomyia latimaculata
- Anthomyia leucotelus
- Anthomyia limbinervis
- Anthomyia lindigii
- Anthomyia liturata
- Anthomyia lobata
- Anthomyia longicornis
- Anthomyia longisetosa
- Anthomyia luculenta
- Anthomyia maculigena
- Anthomyia maculipennis
- Anthomyia malagascia
- Anthomyia malagasica
- Anthomyia malaisei
- Anthomyia margitans
- Anthomyia medialis
- Anthomyia mimetica
- Anthomyia monilis
- Anthomyia munda
- Anthomyia nasutula
- Anthomyia neoliturata
- Anthomyia nigriceps
- Anthomyia nitida
- Anthomyia nodulosa
- Anthomyia obscuripennis
- Anthomyia ochripes
- Anthomyia oculifera
- Anthomyia ophiata
- Anthomyia orbitalis
- Anthomyia ornata
- Anthomyia ottawana
- Anthomyia pallidithorax
- Anthomyia parapluvialis
- Anthomyia parvilamina
- Anthomyia paulistensis
- Anthomyia pectoralis
- Anthomyia perlucida
- Anthomyia plumiseta
- Anthomyia plurinervis
- Anthomyia plurinotata
- Anthomyia pluripunctata
- Anthomyia pollicata
- Anthomyia procellaris
- Anthomyia promissa
- Anthomyia pullulula
- Anthomyia punctipennis
- Anthomyia quinquemaculata
- Anthomyia quinquevirgata
- Anthomyia recurrens
- Anthomyia retrosimulea
- Anthomyia semiaenea
- Anthomyia semiinfuscata
- Anthomyia separabilis
- Anthomyia silvestris
- Anthomyia simensis
- Anthomyia sinensis
- Anthomyia singularis
- Anthomyia sordida
- Anthomyia spilota
- Anthomyia stricta
- Anthomyia stuckenbergi
- Anthomyia subabyssinica
- Anthomyia subcalva
- Anthomyia subornata
- Anthomyia subsecuta
- Anthomyia subvittata
- Anthomyia superuncta
- Anthomyia taprobanensis
- Anthomyia tempestatum
- Anthomyia tempta
- Anthomyia tibialis
- Anthomyia ursula
- Anthomyia verecunda
- Anthomyia vicarians
- Anthomyia vicina
- Anthomyia video
- Anthomyia virgata
- Anthomyia vittata
- Anthomyia vittifera
- Anthomyia vittiventris
- Anthomyia whitei
- Anthomyia xanthopus
- Anthomyia xanthopyga